# Robert de Tibetot

Wappen der Familie Tibetot

Robert de Tibetot, auch Robert de Tiptoft (* 1228; † 22. Mai 1298 in Nettlesteadt, Suffolk) war ein anglonormannischer Ritter und Vertrauter des englischen Königs Eduard I., dem er als Militär, Beamter und Diplomat diente.  

## Leben
Im Januar 1250 erbte er beim Tod seines Vaters Henri de Tibetot dessen Besitzungen in Essex. Tibetot gehörte zum Haushalt des Prinzen Eduard, der ihm 1263 das Manor Nettlestead in Suffolk als Lehen gab. Während des Zweiten Kriegs der Barone stand er auf der Seite von König Heinrich III. und Prinz Eduard. Um 1265 wurde er Verwalter von Portchester Castle. 1270 begleitete er Eduard auf dessen Kreuzzug ins Heilige Land. Um 1275 wurde Tibetot Verwalter von Nottingham Castle. Er gehörte der Curia Regis an, die den walisischen Fürsten Llywelyn ap Gruffydd im November 1276 zum Rebellen erklärte. Tibetot nahm am darauf folgenden ersten Feldzug von Eduard gegen Wales teil und war einer der englischen Unterhändler, die im November 1277 den Vertrag von Aberconwy aushandelten. Am 8. Juni 1281 ernannte ihn der König zum Constabler von Cardigan und Carmarthen Castle und zum Justiciar von Südwales. Er konnte seine Ämter mit weiten Vollmachten ausüben und wurde vom König dreimal in diesen Ämtern bestätigt, so dass er bis zu seinem Tod als Machthaber von Südwales galt. Beim Ausbruch des walisischen Aufstandes im März 1282 konnte er während der Angriffe auf Llandovery und Carreg Cennen Castle nur knapp der Gefangenschaft entkommen, und während des folgenden Feldzugs von 1282 war er einer der Kommandanten der königlichen Truppen in Westwales, erlitt aber unter dem Kommando des Earl of Gloucester im Juni 1282 bei Llandeilo Fawr eine Niederlage gegen die Waliser. 
Seine unnachgiebige Haltung gegenüber dem walisischen Lord Rhys ap Maredudd um dessen Landbesitz führte 1287 mit zu dessen Rebellion. Tibetot war führend an der Niederschlagung des Aufstands und an den Belagerungen von Dryslwyn und Newcastle Emlyn Castle beteiligt. Den flüchtigen Rhys ap Maredudd konnte er jedoch erst im April 1292 gefangen nehmen. 1290 gehörte er dem Parlament an, obwohl kein Writ of Summons überliefert ist. Im Oktober 1292 gehörte er der Ratsversammlung an, die in Berwick über die Thronfolge in Schottland beriet und John Balliol zum König von Schottland erklärte. 1294 diente er als Ratgeber für Herzog Johann von der Bretagne und führte ein Kontingent walisischer Soldaten in die umkämpfte Gascogne. Die teils erzwungene Rekrutierung der Soldaten, die hohen Steuern für die Kriege Eduards I. sowie Tibetots Abwesenheit von Wales waren mit Auslöser für den walisischen Aufstand von 1294. Im Auftrag Herzog Johanns verhandelte Tibetot mit König Sancho von Kastilien über ein Bündnis. Nach dem Rückzug der englischen Armee vor den Truppen von Karl von Valois sollte Tibetot Rions in der Gascogne verteidigen, doch er musste die Stadt am 7. April 1295 übergeben. 1297 nahm Tibetot am Feldzug von Eduard I. gegen Schottland teil.
Tibetot heiratete vor 1269 Eva de Chaworth, vermutlich eine Tochter von Patrick de Chaworth und Hawise de Londres. Er hatte mehrere Kinder, darunter:
1. Pain de Tibetot, 1. Baron Tibetot († 1314);
2. Hawise ⚭ John FitzRoger;
3. Eva ⚭ Robert de Tatshall.[4]